# 알렉스 맥아더
앨릭스 맥아더(Alex McArthur, 1957년 3월 6일 ~ )는 미국의 배우이다.

## 출연 작품
- 심판자들 (2017년) - 퓰러 역
- 마법의 히드라 (2009, Hydra)
- 뱀파이어 - 아웃 포 블러드 (2004년) - 제이크 빈센트 역
- 스틸링 캔디 (2002년)
- 불협화음 (2001년)
- 서스펜드 애니메이션 (2001년)
- 루트 666 (2001년)
- 나는 네가 지난 여름에 한 일을 알고 있다: 라스트 머더 (2000년)
- 디얼리 디보티드 (1998년) - 피터 리낼디 역
- 키스 더 걸 (1997년)
- 컨스피러시 (1997년) - 사이닉 역
- 살인 퍼즐 게임 (1996년)
- 샤론의 씨크리트 (1995년)
- 퍼펙트 알리바이 (1995년)
- 드러그 워 (1992년)
- 음모의 퍼즐 (1992년)
- 자경단 (1991, Shoot First: A Cop's Vengeance)
- 폭풍 레이서 (1989년)
- FBI (1989년)
- 무법자 (1988년)
- 램페이지 (1987년)
- 데저트 하츠 (1985년)
- 5인의 특공대 (1985년)
- 애프터 투 킬 (1984년)

### 텔레비전
- 낫츠 랜딩 (1979년)